# Tony Daniel (auteur)
Tony Daniel (1963) is een Amerikaanse sciencefictionschrijver.

## Biografie
Tony Daniel is een aantal keer verschenen in de The Year's Best Science Fiction serie van Gardner Dozois. Hij heeft vier boeken en vele korte verhalen. De boeken Metaplanetary en Superluminal zijn onderdeel van een serie gebaseerd op het korte verhaal "Grist."
Hij was de hoofdredacteur van Seeing Ear Theater van scifi.com. Hij woont tegenwoordig in de buurt van Dallas, Texas met zijn vrouw Rika en zijn twee kinderen, Coli en Hans. Hij geeft les op de universiteit van Texas in Dallas.
Zijn korte verhaal "Life on the Moon" werd genomineerd voor de Hugo Award for Best Short Story in 1996.
Tony Daniel is ook de naam van een niet-gerelateerde striptekenaar.